# Amasia (Armavir)
Pour les articles homonymes, voir Amasia.
Amasia (en arménien Ամասիա) est une communauté rurale du marz d'Armavir, en Arménie. Elle compte 1 205 habitants en 2009.